# Görälven
Görälven (norska: Ljøra) är en älv i västra Dalarna i Sverige och Hedmark (Innlandet fylke) i Norge. Görälven rinner upp vid Drevfjället i Dalarna och rinner därefter åt söder och in i Norge. Vid Støa, 40 km söderut, böjer älven av åt ost och rinner återigen in i Sverige. Vid Fulunäs flyter den samman med Fulan och bildar sedan Västerdalälven. Avrinningsområdet är 1103 km².